# 삼양동 (서울)
삼양동(三陽洞)은 서울특별시 강북구에 위치한 행정동으로, 법정동은 미아동이다. 솔샘로를 경계로 삼각산동과 인접하고 북쪽으로는 수유1동과 경계를 이룬다. 솔샘터널을 넘어가면 성북구 정릉3동이 있으며 동쪽으로는 삼양로를 경계로 송천동, 북동부에는 행정동 미아동이 있다. 삼각산의 양지 바른 남쪽 동네라는 뜻으로, 경전철 착공, 중고등학교 건립, 마을공원 및 대형 공원주차장 건설과 복지회관 건립 등으로 주거환경이 개선되고 있는 곳이다.

## 유래
1949년 미아리가 서울특별시에 편입될 당시 구청장들이 모여 “삼각산의 양지 바른 남쪽 동네”라는 뜻으로 행정동명을 제정하였다. 이때의 삼양동은 현재 삼각산동과 삼양동 일대로서, 그 이름은 법정동명도 아닌 행정동명이었지만 시내버스 노선표지에서도 일부 사용되고 있었을 정도였으며, 주민들도 미아동이라는 법정동명보다 삼양동이라는 이름을 더 즐겨 쓴다. 삼양동 지역은 1960년대를 전후해서 서울의 도시재개발 사업으로 철거를 당한 후암동, 신설동 주민들이나 남창동, 양동(陽洞)에서 화재로 집을 잃은 화재민, 장마 때 한강의 범람으로 집을 잃은 이촌동 수재민들이 이주하여 정착한 곳이다.

## 연혁
- 조선 후기 : 한성부 동부 숭신방 미아리계.
- 1914년 4월 1일 : 경기도 고양군 숭인면 미아리.
- 1949년 8월 13일 : 고양군 숭인면을 서울특별시에 편입하고, 성북구를 신설하여 성북구 숭인출장소 미아리가 됨.
- 1950년 3월 15일 : 미아리가 미아동으로 개칭됨.
- 1955년 4월 18일 : 행정동제 실시에 따라 미아제1~3동이 신설됨.
- 1959년 10월 31일 : 미아제1동을 길음동으로, 미아제2동을 인수동으로 개칭하고, 미아제3동을 송천동과 삼양동으로 분동함.
- 1964년 10월 29일 : 삼양동을 삼양제1, 2동으로 분동함. (삼양1동은 현 삼각산동, 삼양2동은 현 삼양동)
- 1970년 5월 18일 : 길음동, 인수동, 송천동, 삼양동을 미아제1~10동으로 분동함.[3]
- 1973년 7월 1일 : 숭인출장소가 폐지되고 도봉구가 신설됨에 따라 도봉구로 편입됨.[4]
- 1975년 10월 1일 : 미아동 일부를 성북구에 편입하여 길음동(행정동 길음동, 인수동, 송천동)으로 개칭하고, 미아동을 미아제1~7동으로 조정함. 삼양동은 미아1, 2동에 해당함.
- 1995년 3월 1일 : 강북구가 신설됨에 따라 강북구로 편입됨.
- 2008년 6월 30일 : 미아1동과 미아2동을 통합하여 삼양동으로 개칭함.

## 교통
- ● 서울 경전철 우이신설선 삼양역, 삼양사거리역, 솔샘역

## 같이 보기
- 대한민국의 행정 구역